# Mössbauerite
La mössbauerite (simbolo IMA: Msb) è un minerale appartenente al supergruppo dell'idrotalcite e al gruppo della fougèrite con composizione chimica Fe3+6O4(OH)8[CO3] • 3(H2O).
Forma due politipi, il politipo 2T e il politipo 3T.

## Etimologia e storia
La mössbauerite è stata chiamata in questo modo in onore del professor Rudolf Ludwig Mössbauer (31 gennaio 1929 Monaco di Baviera – 14 settembre 2011 Grünwald, Germania), fisico e premio Nobel per la fisica nel 1961 in seguito ai suoi studi sulla risonanza dei raggi γ e sull'effetto che porta il suo nome: infatti, senza la sua scoperta, l'esistenza stessa di questo minerale nei suoli a gley e la vera natura dei composti della "ruggine verde" (altro nome della fougèrite) non potrebbero essere comprese.
Il suo campione tipo è conservato presso il Museum Victoria di Melbourne (Australia) con numero di catalogo M52078, il Museo Mineralogico dell'Università di Eötvös a Budapest (Ungheria) e presso la Collezione Mineralogica dell'École nationale supérieure des mines de Paris in Francia e nella Collezione dell'Université catholique de Louvain (in Belgio).

## Classificazione
Nella nona edizione della sistematica dei minerali secondo Strunz, aggiornata fino al 2009, la mössbauerite non è elencata, poiché il minerale è stato approvato dall'Associazione Mineralogica Internazionale (IMA) nel 2012. Nella continuazione di tale sistematica da parte del database "mindat.org", chiamato anche Classificazione Strunz-Mindat, il minerale è elencato nella classe degli "ossidi (idrossidi, V[5,6] vanadati, arseniti, antimoniti, bismutiti, solfiti, seleniti, telluriti, iodati)" e da lì nella sottoclasse "idrossidi (senza V od U)"; questa è ulteriormente suddivisa in base alla composizione del minerale, in modo che esso possa essere trovato nella sezione "idrossidi con H2O ± (OH); strati di ottaedri che condividono uno spigolo" dove forma il sistema nº 4.FL.05 insieme a woodallite, iowaite, jamborite, meixnerite, muskoxite, fougèrite e dritsite.

## Abito cristallino
La mössbauerite cristallizza nel sistema trigonale nel gruppo spaziale P3m1 (gruppo nº 156) oppure P3m1 (gruppo nº 164) con i parametri reticolari a = 3,032(7) Å, b = 3,079 Å, c = 22,258(4) Å.

## Proprietà
La mössbauerite subisce un graduale ordinamento magnetico a 70-80 K fino a raggiungere uno status ferromagnetico.
Il minerale naturale ha un colore blu-verde, mentre se il campione è totalmente sintetico, il colore è arancio, così come è arancio il suo striscio.
La mössbauerite è l'analogo ossidato della fougèrite e della trébeurdenite, ed è correlato a questi minerali dallo scambio di (Fe3+O2−) per (Fe2+OH−). Si decompone rapidamente a contatto con l'aria.

## Origine e giacitura
L'origine della mössbauerite è secondaria nella "ruggine verde" derivata dall'ossidazione di altri membri del gruppo della fougèrite; la si può trovare associata a trébeurdenite, quarzo, feldspati, minerali argillosi.
Essendo un minerale molto raro, la mössbauerite è stata rinvenuta solo in Francia, in diversi siti: Dinan, Lannion, Saint-Malo (in Bretagna) e Avranches (in Normandia).